# 韩愈
韓愈（768年—824年12月25日），字退之，河南府河阳县（今河南省孟州市）人，自稱郡望昌黎，世稱韓昌黎；晚年任吏部侍郎，又称韩吏部。唐朝官員、文学家，与柳宗元是当时古文运动的推行者，合稱「韓柳」。苏轼称赞他“文起八代之衰，道濟天下之溺，忠犯人主之怒，勇夺三军之帅”（八代：東漢、魏、晉、宋、齐、梁、陈、隋）。散文、诗，均有名。諡號「文」，世称韩文公。著作收錄《昌黎先生集》。

## 家世
汉弓高侯韩颓当裔孙韩寻，后汉陇西太守，世居颍川，生司空韩棱，字伯师，其后徙安定武安。后魏有常山太守、武安成侯韩耆，字黄耇，永兴中，自赫连屈丐来降，位常山太守，假安武侯，仍居常山之九门。卒，赠泾州刺史，谥曰成。耆生茂，字元兴，尚书令、征南大将军、安定桓王。生子：韩备、韩均、韩延寿、韩天生。
- 七世祖：韩耆，字黄耇，魏常山太守、安武子。
- 六世祖：韩茂，字元兴，北魏安定公，赠泾州刺史、安定王，谥号桓王。
- 五世祖：韩均，字天德，定州刺史、安定康公。
- 高祖：韩皎，雅州都督。
- 曾祖：韩仁泰，曹州司马。
- 祖：韩叡素，桂州长史。生晋卿、季卿、子卿、仲卿、云卿、绅卿、升卿。
- 父：韩仲卿，秘书郎。
- 长兄：韩会，曾任起居舍人，妻鄭氏。韓會於父母過世後，和妻子共同撫養韓愈(時3歲)長大，人稱「有德行言詞，為世軌式」。鄭氏過世後，韓愈作《祭鄭夫人文》弔祭兄嫂，感念養育之恩。[2]
- 二兄：韩介，官至率府參軍。子韓老成。
  - 侄： 韩老成：又稱十二郎。韓介之子，過繼給韓會，生一子一女。韓老成和韓愈共同長大，「未嘗一日相離」。死後，韓愈作《祭十二郎文》，追思兩人之情，並稱自己「自今已往，吾其無意於人世矣」。[3]
- 堂兄：韓弇，韓雲卿之子。進士及第，朔方節度請掌書記，得秘書省校書郎，累遷殿中侍御史。貞元三年（787年）卒，時年三十五。後其女嫁與李翱。[4]

## 生平
韓愈自稱是漢代諸侯韓王信的後裔，父韓仲卿。韓愈出生不到幾歲，母親過世，三歲喪父，受大哥韓會（即十二郎韓老成之伯父兼養父，韓老成被韓愈二哥韓介过继给韓會）撫育，隨兄長為官轉徙長安、韶州（今廣東韶關）等地。後韓會病逝韶州，隨嫂鄭氏護喪返回河陽。後又避難宣城（今安徽宣城），與侄韓老成，同由鄭氏撫養成人，情逾手足。
韓愈至七歲才開始讀書，十三歲能寫文章，自言“前古之興亡，未嘗不經於心也，當世之得失，未嘗不留於意也”。唐朝貞元二年（786年）赴長安應試，無門第資蔭，三試不第。贞元八年（792年）古文家陸贄、梁肅知貢舉，韓愈曾多次交遊梁肅門下，好寫古文的韓愈，因此得以中进士。應吏部試，又三次不中，憤慨之餘稱「為考官所辱」，打算求船東下。貞元十一年（795年），三次上書宰相，希得薦舉而不得。
貞元十二年（796年），汴州宣武軍亂，隨宣武軍節度使董晉赴任，擔任「觀察推官」。期間與孟郊相識交游，李翱、張籍入其門下。董晉卒，改任武寧節度使張建封屬下「節度推官」。張建封死，遷居洛邑。
貞元十七年（801年），經由李翱引薦給陸傪，獲得薦選，任國子監四門博士，貞元十九年(803)前，著《師說》。貞元十九年（803年）任监察御史，因關中旱災，上《御史臺上論天旱人饑狀》，糾彈國戚京兆尹李實，遂贬阳山令，深受百姓愛戴，百姓甚至以「韓」字，為兒取名。這一年侄子韓老成去世，寫《祭十二郎文》。
永貞元年8月（805年）憲宗即位，大赦天下，韓愈改任荊州江陵府法曹參軍，韓愈甚感失望，寫下「棲棲法曹掾，何處事卑陬」。
元和六年（811年）任國子博士，作〈進學解〉，受裴度賞識，擢為禮部郎中。815年隨裴度征淮西，因功擢任刑部侍郎，並作〈平淮西碑〉。因碑文內容推崇宰相裴度，實際作戰平定淮西的李愬，妻子是唐安公主女因而控訴韓愈所作碑文不實，李愬的屬下石孝忠推倒碑文，唐憲宗只好命段文昌重撰碑文。
轉任刑部侍郎时，元和十四年（819年）正月，因反對唐憲宗迎接釋迦牟尼佛佛骨而被贬为潮州刺史（今廣東潮州）。
往潮州路上，已經生病的愛女也因為不堪路程折磨而病死，韓愈傷感不已，來到了藍關（今陝西藍田）時，大雪紛飛，韓愈見到姪孙韓湘（傳說韓湘就是八仙之一的韓湘子）。不禁再三嗟歎道：「吾為汝成此詩。」詩吟：「一封朝奏九重天，夕貶潮陽路八千；願為聖明除弊事，肯將衰朽惜殘年！雲横秦嶺家何在？雪擁藍關馬不前；知汝此來應有意，好收吾骨瘴江邊。」
到了潮州之後，韓愈與潮州大顛和尚成為好友。後來在潮州又寫《祭鱷魚文》，往河裏扔了一豬一羊，然後組織百姓獵殺鱷魚，往河中倒入生石灰、硫磺等，《旧唐书》说，鱷魚就此絕跡。但事實上，後來宰相李德裕、宋朝陳堯佐在潮州時，看見鱷魚仍在；鳄鱼一直到明代才彻底绝迹。韓愈卒後，當地乃建韓文公廟供奉。
在潮州任內，韓愈上表懺罪謝恩曰：“臣以狂妄戆愚，不識禮度，陳佛骨事，言涉不恭，正名定罪，萬死莫塞。陛下哀臣愚忠，恕臣狂直，谓言雖可罪，心亦無它，特屈刑章，以臣為潮州刺史。既免刑誅，又獲禄食，聖恩寬大，天地莫量，破腦刳心，豈足為謝！”並陳述邊地困境，希冀憐憫之心：“臣所領州，在廣府极東，過海口，下惡水，濤瀧壮猛，難计期程，颶風鱷魚，患禍不測。州南近界，漲海連天，毒霧瘴氛，日夕發作。臣少多病，年纔五十，髪白齒落，理不久長。加以罪犯至重，所处遠惡，憂惶惭悸，死亡無日。單立一身，朝無親黨，居蠻夷之地，與魑魅同群，苟非陛下哀而念之，誰肯為臣言者？”表進，敕令改任袁州（今江西宜春）。据旧唐书记载，袁州有借贷逾期未能偿还债务者沦为债主家奴的风俗。韩愈到袁州后，设法让这些奴婢赎身，并禁止此陋俗。
唐穆宗即位後，奉旨回京，歷任國子監祭酒、兵部侍郎、吏部侍郎、京兆尹兼御史大夫等職，是人稱其為「韓吏部」
長慶四年（824年），八月因疾告假。十二月二日（西曆12月25日），於長安靖安里的家中與世長辭，享年五十七 。贈為禮部尚書，謚為文。
寶曆元年（825年），三月葬於河陽。
宋元豐元年（1078年），神宗追封為昌黎伯，並從祀孔廟。

## 身後

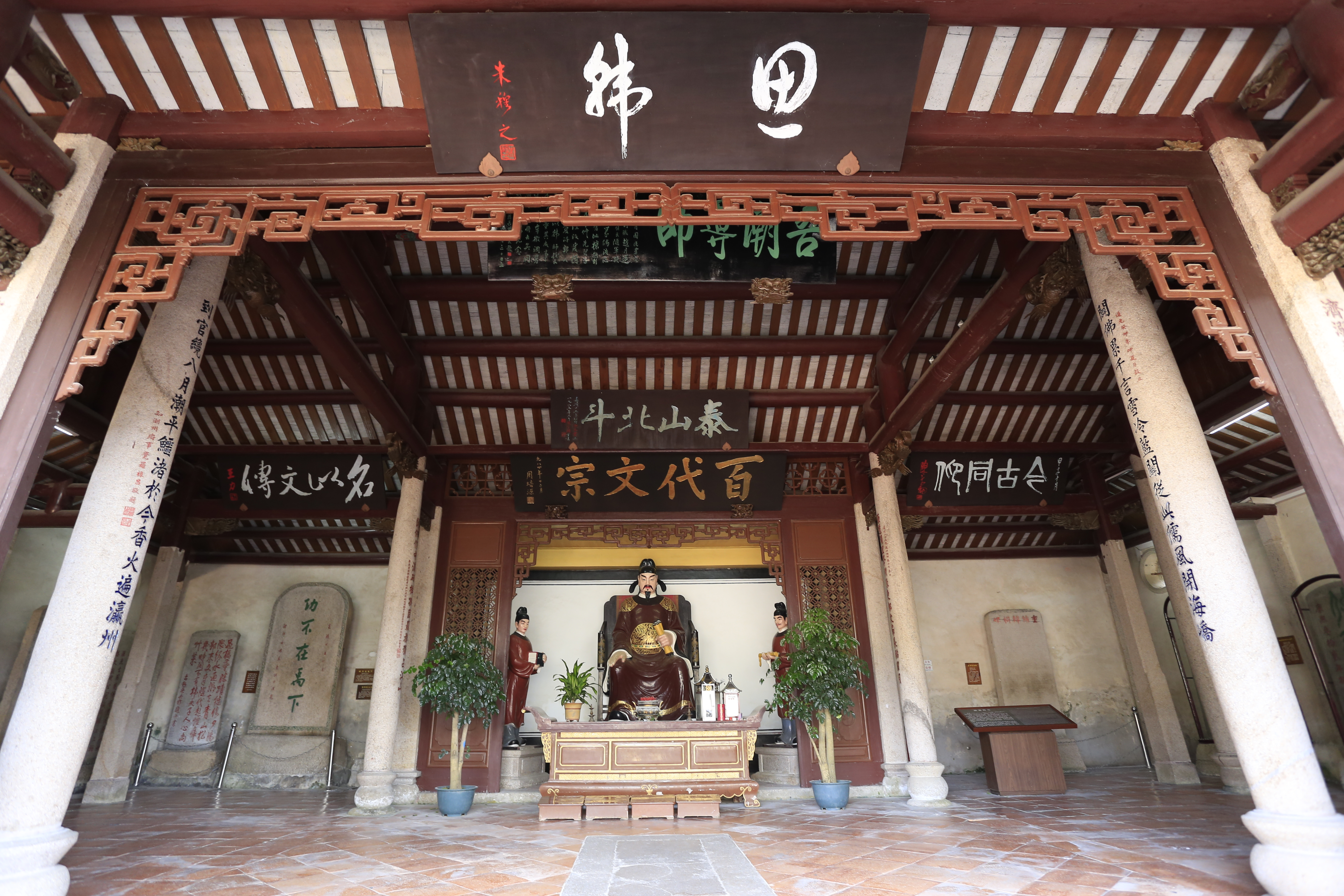
位于广东潮州市的韩文公祠正殿

當時伽藍四萬所，僧尼二十六萬五千餘人，王公與士民花費過多金錢且盲目迷信佛教的風氣，一度對唐朝造成頗大的經濟壓力，雖然韓愈曾有逼迫所有僧侶還俗的言論，但事實上他並不完全反佛，所以他也不避諱與僧人應酬唱和，如潮州大顛、三平義中師徒。他也反對道教對仙丹的迷信，要人們食用丹藥，說因此“杀人不可计”(然而他在自己的詩作《又寄周隨州員外》卻提到“金丹別後知傳得，乞取刀圭救病身”、和他有交情的白居易的詩作《思舊》也提到“退之服硫黃，一病訖不痊。”），但並不是針對道家思想。韓愈以“道統”自命，三十六歲時已經“而視茫茫，而髮蒼蒼，而齒牙動搖”（〈祭十二郎文〉），晚年有“落齒”詩：“去年落一牙，今年落一牙。俄然去六七，落勢殊末已”。後來在長安城南興建過豪宅，也有絳桃、柳枝等妓，能歌善舞。長慶四年（824年）敬宗即位，同年十二月韓愈因病去世，年五十七。
妻子出身范陽盧氏，二子,长子韩昶官至检校户部郎中兼襄州别驾,娶京兆韦放女,大中九年去世,享年五十七;次子富平令韩州仇，有一女为李汉妻，一女为蒋系妻。
韓愈去世後，〈韓文公墓誌銘〉是由其生前指定的高徒皇甫湜撰寫，李翱令作行狀。
现在河南焦作孟州市西虢乡韩庄（传为韩愈老家）修建有韩文公墓。广东潮州市潮州韩文公祠是中国大陆现存保存最完整历史最久远的纪念韩愈的专祠。臺灣屏東縣內埔鄉的昌黎祠（韓愈廟）是臺灣唯一主祀韓愈的廟宇。
1976年，韓愈身後評價在臺灣產生「誹韓案」，學者於《潮州文獻》說韓愈死於花柳病，被韓愈後人控告誹謗成案，引起論戰。

## 文學

### 古文成就
韓愈文章以排斥佛老，闡明儒家之道為宗旨，著作有《師說》、《送董邵南序》、《原性》、《原道》、《諫迎佛骨表》、《進學解》、《送窮文》、《柳子厚墓誌铭》、《馬說》等文章。韓愈也被後世稱為“唐宋八大家”之首。

### 詩作
《左遷至藍關示姪孫湘》 
|  | 一封朝奏九重天，夕貶潮州路八千。 欲為聖明除弊事，肯前衰朽惜殘年。 雲橫秦嶺家何在？雪擁藍關馬不前。 知汝遠來應有意，好收吾骨瘴江邊。 |

## 主張

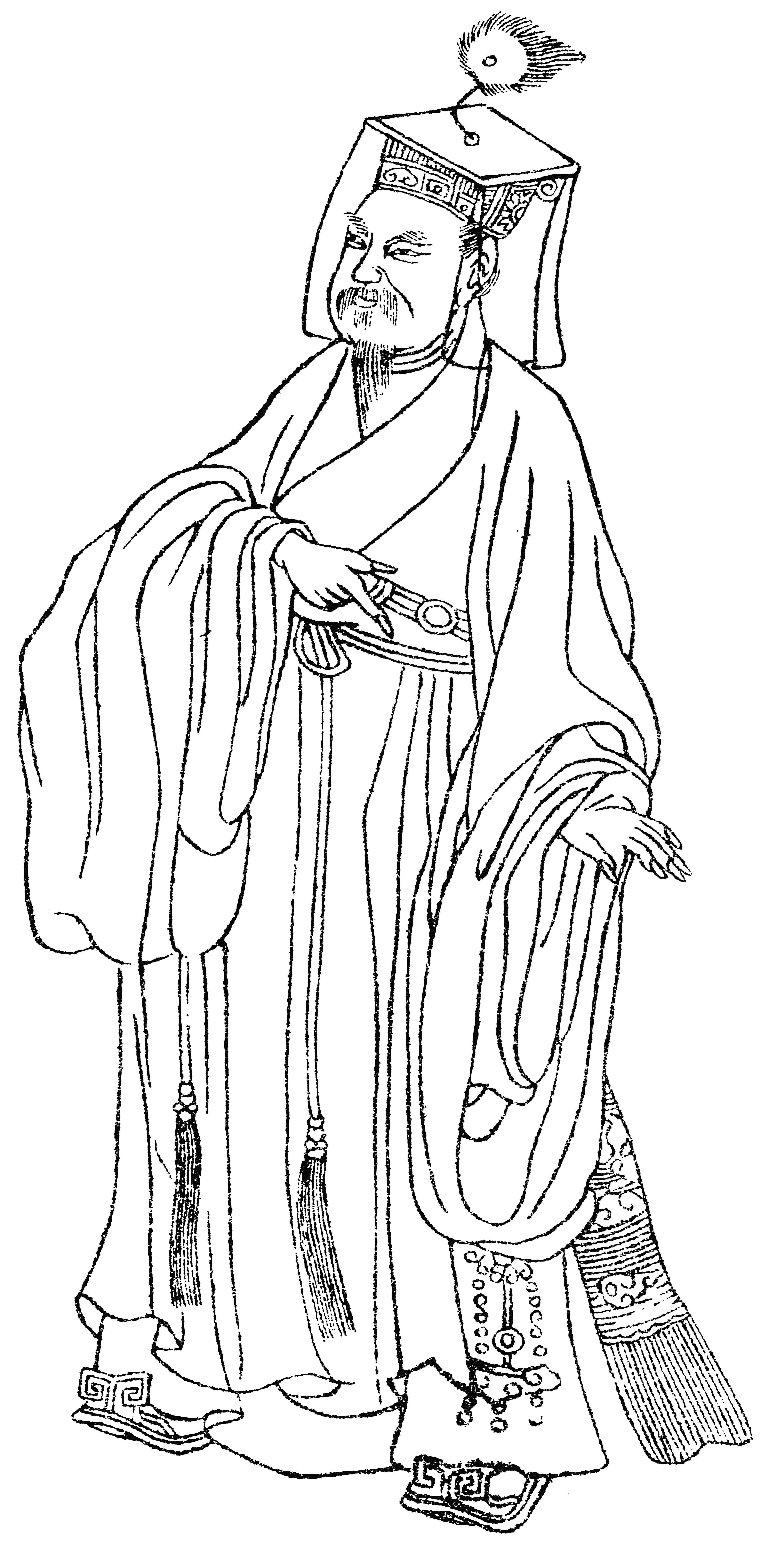
《晚笑堂竹莊畫傳》韓愈像

韓愈主張「文道合一，明道為主」，柳冕首先提出「文以載道」，周敦頤首先寫出「文以載道」四字，宣揚儒道，攘斥佛、老，「破駢為散」，反對六朝以來的駢文文風，主張恢復三代兩漢自然質樸的文體，「言貴獨到」，「詞必己出」，要「文從字順」。
韓愈主張思想復古、文學復古，以復古道為目的，復古文為手段，而所謂道，是指儒家的道。韓在繼承的基礎上亦有所創造和革新，主張學古文“師其意不師其辭”“唯陳言之務去”。

### 領導古文運動
貞元、元和年間，韓愈和柳宗元開始寫作古文，由於有理論有創作，故有成就。韓愈有自信，百折不回，又善宣傳，廣收門徒，遂形成聲勢浩大的社會運動。
韓愈繼承前人之經驗，意志堅強，大力提倡古文。正如李漢「昌黎先生集序」說：「時人始而驚，中而笑且排，先生益堅。」他既有理論，又有優秀作品示人，得到李翱、皇甫湜、張籍、孟郊等文友和後進支持，故能領導古文運動。

### 宋明理學的先驅
儒學在魏晉南北朝以來，受佛道兩教大盛所影響，漸漸失去統治地位。韓愈本身主張復古，反對佛教。為儒教爭取統治的地位，以代替佛教或道教統治的地位。為後來宋明理學產生了先驅作用。韓愈在他的道統傳承的說法中把孟子說成孔子的繼承人，並認為聖人之道在孟子以後失傳，使孟子在道統中具有了與孔子同等的地位，這就把孟子的地位大大提高了。影響到後來宋明理學的學者把《孟子》一書列入四書，使孟子在中國文化中的地位真正提高起來。而另外在宋代《大學》被尊為四書之一，獲得了儒家重要經典的地位，而闡揚《大學》其實在韓愈已經開始。

### 詩歌
其诗有论者以为可以列李白杜甫之后，居全唐第三。韩诗以文为诗，以论为诗，求新求奇，有气势，对纠正大历诗风起到了一定作用，对宋诗产生了较大影响。王安石以韩愈《荐士》评孟郊诗反過來評韓愈本人：“横空盘硬语，妥贴力排奡”，概括其诗风。葉燮論韓詩：“韓愈為唐詩之一大變。其力大，其思雄，崛起特為鼻祖。”赵翼《瓯北诗话》云：“诗家好作奇句警语，必千锤百炼而后能成。如……昌黎之‘巨刃磨天扬’、‘乾坤摆雷硠’等句，实足惊心动魄，然全力搏兔之状人皆见之”。他的代表作有《南山诗》、《调张籍》、《听颖师弹琴》、《左迁至蓝关示侄孙湘》、《早春呈水部张十八员外》、《春雪》、《晚春》等。

### 墓誌
韓愈亦善寫墓誌銘，是時“长安中争为碑志，若市买然。”韓愈文名日盛，達官貴人常求其為先人撰墓誌銘，潤筆之金甚高，韓愈亦來者不拒。司马光《颜乐亭颂》一文指出，韩愈“好悦人以铭志，而受其金”。韩愈寫一篇《谢许受王用男人事物状》，润笔費用是“受马一匹，并鞍、衔及白玉腰带一条”。《谢许受韩弘物状》記載曾收得韓弘致贈的“絹五百匹”，相當於四百貫錢，而時韓愈一個月的薪水只有二十五貫錢，當官反成副業。部分“諛墓”之作，在當時頗受譏斥。其友劉叉故意取其黃金數斤而去，云：“此諛墓中人得耳，不若與劉君為壽。”元代王若虚说：“韩退之不善处穷，哀号之语，见于文字。”又说：“退之不忍须臾之穷。”

### 尊儒反佛
元和十四年（819年）正月，唐宪宗要将凤翔法门寺的釋迦牟尼佛佛骨迎至宫中供养三日，崇佛之风再次兴起，舉國若狂，有人“焚顶烧指，百十为群，解衣散钱，自朝至暮，转相仿效，惟恐后时”。韩愈上《諫迎佛骨表》（《论佛骨表》）谏阻天子迎佛骨，認為“佛本夷狄之人”，佛教自外于天下国家，让佛教凌驾于儒学之上，有被同化为夷狄的危险，且佛徒灭弃封建伦常，“口不言先王之法言，身不眼先王之法服，不知君臣之义、父子之情”、“子焉而不父其父，臣焉而不君其君，民焉而不事其事”。同時韩愈還认为，佛教耗费大量财富，加重了百姓负担，且信佛的皇帝沒有好下場，“唯梁武帝在位四十八年，前後三度捨身施佛，宗廟之祭，不牲宰，晝日一食，止於菜果，其後竟為侯景所兵逼，餓死台城，國亦尋滅。事佛求福，乃更得禍。由此觀之，佛不足信，亦可知矣。”他主张“人其人，火其书，庐其居”，将佛骨“投诸水火，永绝根本，断天下之疑，绝后代之惑”。憲宗聞之大怒，將處以極刑，裴度、崔群力救道：「愈言訐牾，罪之誠宜。然非內懷至忠，安能及此。願少寬假，以求諫爭。」帝曰：“愈言我奉佛太過，猶可容；至謂東漢奉佛以後，天子咸夭促，言何乖剌邪？愈，人臣，狂妄敢爾，固不可赦。”於是贬其为潮州刺史（今廣東潮州）。

## 評價

### 文起八代之衰
- 蘇軾在《潮州韓文公廟碑》盛稱其“匹夫而为百世师，一言而为天下法，是皆有以参天地之化，关盛衰之运。”“独韩文公起布衣，谈笑而麾之，天下靡然从公，复归于正，盖三百年于此矣。文起八代之衰，道济天下之溺。忠犯人主之怒，而勇夺三军之帅。此岂非参天地，关盛衰，浩然而独存者乎？”，并作詩稱讚韓愈：“公昔騎龍白雲鄉，手抉雲漢分天章。天孫為織雲錦裳，飄然乘風來帝旁。下與濁世掃粃糠，西遊咸池略扶桑。草木衣被昭回光，追逐李杜參翱翔。汗流籍湜走且僵，滅沒倒景不可望。作書詆佛譏君王，要觀南海窺衡湘。歷舜九嶷弔英皇，祝融先驅海若藏，約束蛟鱷如趨羊。鈞天無人帝悲傷，謳吟下招遣巫陽。犦牲雞卜羞我觴，於粲荔丹與蕉黃。公不少留我涕滂，翩然披髮下大荒。”
- 蘇洵稱讚韓愈文章“如長江大河，渾浩流轉”。
- 韓退之所撰寫《祭十二郎文》與李密的《陳情表》、諸葛亮的《出師表》並列為中國三大抒情文之一，南宋謝枋得《文章軌範》引用安子順之說：“讀《出師表》不哭者不忠，讀《陳情表》不哭者不孝，讀《祭十二郎文》不哭者不慈。”
- 章學誠稱韓愈的碑誌文是「心識古人源流，隨時通其變化」（《文史通義‧墓銘辨例》）。
- 茅坤说：“世之论韩文者，共曾称碑蒜；予独以韩公碑文多奇崛险谲，不得《史》《汉》叙事法，故于风神处或少道逸。”（《唐宋八大家支钞·论例》）
- 錢仲聯：“韓愈的散文，氣勢充沛，縱橫開合，奇偶交錯，巧譬善喻，或詭譎，或嚴正，具有多樣的藝術特色。”
- 毛泽东1936年在保安会见愛德加·史諾时说：“学校里有一个国文老师（袁吉六），学生给他起了个“袁大胡子”的外号。他嘲笑我的文章，说它是新闻记者的手笔。他看不起我視为楷模的梁启超，认为他是一个半通不通的人。我不得不改变我的文风，去钻研韩愈的文章，学会了古文的措词。所以，多亏袁大胡子，今天我如果需要的话，仍然能够写出一篇过得去的古文。”晚年毛泽东读欧阳修《新唐书·李汲传》时写下批语：“韩愈文集，为李汲编辑得全，欧阳修得之于随县，因以流传，厥功伟哉。”[22]
- 曾國藩《曾國藩家訓‧同治元年五月十四日》：余觀漢人詞章未有不精於小學訓詁者，如相如、子雲、孟堅，於小學皆專箸一書，《文選》於此三人之文箸錄最多。余於古文志在效法此三人幷司馬遷、韓愈五家。以此五家之文，精於小學訓詁，不妄下一字也。

### 裂道与文以为两物
- 吳虎臣《能改齋漫錄》卷十謂荊公“不以退之為是”。
- 韓愈說自己反對閹黨，“日與宦者為敵”[23]，但是貞元十三年，韓愈曾作〈送汴州監軍俱文珍序〉，對宦官俱文珍歌頌備至。後來又作《順宗實錄》，對俱文珍亦多加褒辭。魏了翁嘲笑他“韓公每是有求於人，其詞輒卑諂不可據”。
- 韓愈善寫“谀墓”之文，清初顾炎武在书信中评他：“韩文公文起八代之衰，若但作《原道》、《原毁》、《争臣论》、《平淮西碑》、《张中丞传后序》诸篇，而一切铭状概为谢绝，则诚近代之泰山北斗矣；今犹未敢许也”。
- 张耒论韩愈“以为文人则有余，以为知道则不足”（《韩愈论》）。
- 朱熹指责韩愈“裂道与文以为两物”（《读唐志》）。
- 章太炎说：“韩对死生利禄之念，刻刻不忘：登华山大哭，作《送穷文》，是真正的证据。”韩愈登华山，“度不可返，乃作遗书，发狂恸哭”，最後被华阴县令救下。
- 周作人對韓退之則不以為然：“講到韓文我壓根兒不能懂得他的好處”，“總是有舊戲似的印象”，“但見其裝腔作勢，搔首弄姿而已”[24]。他在《秉烛谈谈韩文》又說：“假如我们不赞成统治思想，不赞成青年写新八股，则韩退之暂时不能不挨骂，盖窃以为韩公实系该运动的祖师，其势力至今尚弥漫于全国上下也”、“如有人愿学滥调古文，韩文自是上选”。

### 宋學之濫觴
- 钱锺书《谈艺录》认为：“韩昌黎之在北宋，可谓千秋万岁，名不寂寞矣。”又說“古来薄韩者多姓王”。
- 陳寅恪在《論韓愈》中論及韓愈排斥佛教，“呵抵釋迦，申明夷夏之大防”。
- 錢穆：其排釋老而返之儒，倡言師道，確立道統，則皆宋儒之所濫觴也。嘗試論之，唐之學者，治詩賦取進士第，得高官，卑者漁獵富貴，上者建樹功名，是謂入世之士。其遯跡山林、棲心玄寂，求神仙，溺虛無，歸依釋老，則為出世之士......獨昌黎韓愈氏，進不願為富貴功名，退不願為神仙虛無，而倡言乎古之道......此皆宋學精神也，治宋學者首昌黎，則可不昧乎其所入矣。[25]
- 陳來認為韓愈和他的弟子李翱提出的復興儒家的基本口號與發展方向，確乎是北宋慶曆時期思想運動的先導。韓愈在他的道統傳承的說法中把孟子說成孔子的繼承人，把孟子的地位大大提高，影響後來宋明理學的研究。[26]

## 名句
- 业精于勤而荒于嬉，行成于思而毁于随。 ──《進學解》
- 師者所以傳道、授業、解惑也。 ──《师说》
- 道之所存，師之所存也。 ──《師說》
- 今夫平居里巷相慕悦，酒食游戏相征逐，诩诩强笑语以相取下，握手出肺肝相示，指天日涕泣，誓生死不相背负，真若可信；一旦临小利害，仅如毛发比，反眼若不相识，落陷阱，不一引手救，反挤之，又下石焉者，皆是也。 ──《柳子厚墓志铭》
- 是故弟子不必不如師，師不必賢於弟子；聞道有先後，術業有專攻，如是而已。——《師說》

## 軼聞
- 韓愈的畫像多半將他畫為有著美髯、戴著紗帽的男子，然而據沈括《夢溪筆談》（卷四）所記，韓愈其實是位肥胖且寡髯的男子，而現在的形象其實是與五代十國時的韓熙載搞混了。因為韓熙載諡號文靖，江南人稱呼他為韓文公，而韓愈亦被尊稱為韓文公的關係。”[27]
- 五代时人陶穀《清異乡錄》载：昌黎公逾晚年頗親脂粉，故可服食；用硫磺末攪粥飯，啖雞男，不使交，千日，烹庖，名 火靈庫 ，公間日進一隻焉，但是，始亦見功，終致絕命。
- 與孟郊齊名的詩人賈島在赴試時，嘗騎一驢趕路，於路上突詩興一發，做得一詩句:「鳥宿池邊樹，僧推月下門」。然而不知要用「推」字為好，抑或是「敲」字為佳，於是在驢上做動作。正在思惱時，正遇韓愈出巡，而賈島不知此事，渠之驢竟走至隊伍之間，於是被韓愈的護衛捉拿，而後被押帶到韓愈暫宿的驛所訊問。韓愈問賈島：「為何衝撞本尹？」島回：「大人，下生實不知大人出，於做一詩，正琢磨用字，因而失禮，望大人恕罪！」愈：「是何詩句？」島:「大人，學生做『鳥宿池邊樹，僧推月下門』，不知欲用『推』字，或為『敲』字，甚為苦惱，故此失禮。」韓愈思忖良久，回曰：「做『敲』字佳矣。『推』表有盜竊之意，是罪矣。故以『敲』字甚好」。成了「推敲」一詞的來源。

## 延伸閱讀
- 川合康三：〈游戏的文学——以韩愈的“戏”为中心 （页面存档备份，存于）〉.
- 何沛雄：〈宋代古文家的“尊韩” （页面存档备份，存于）〉.